# 아이훈 조약

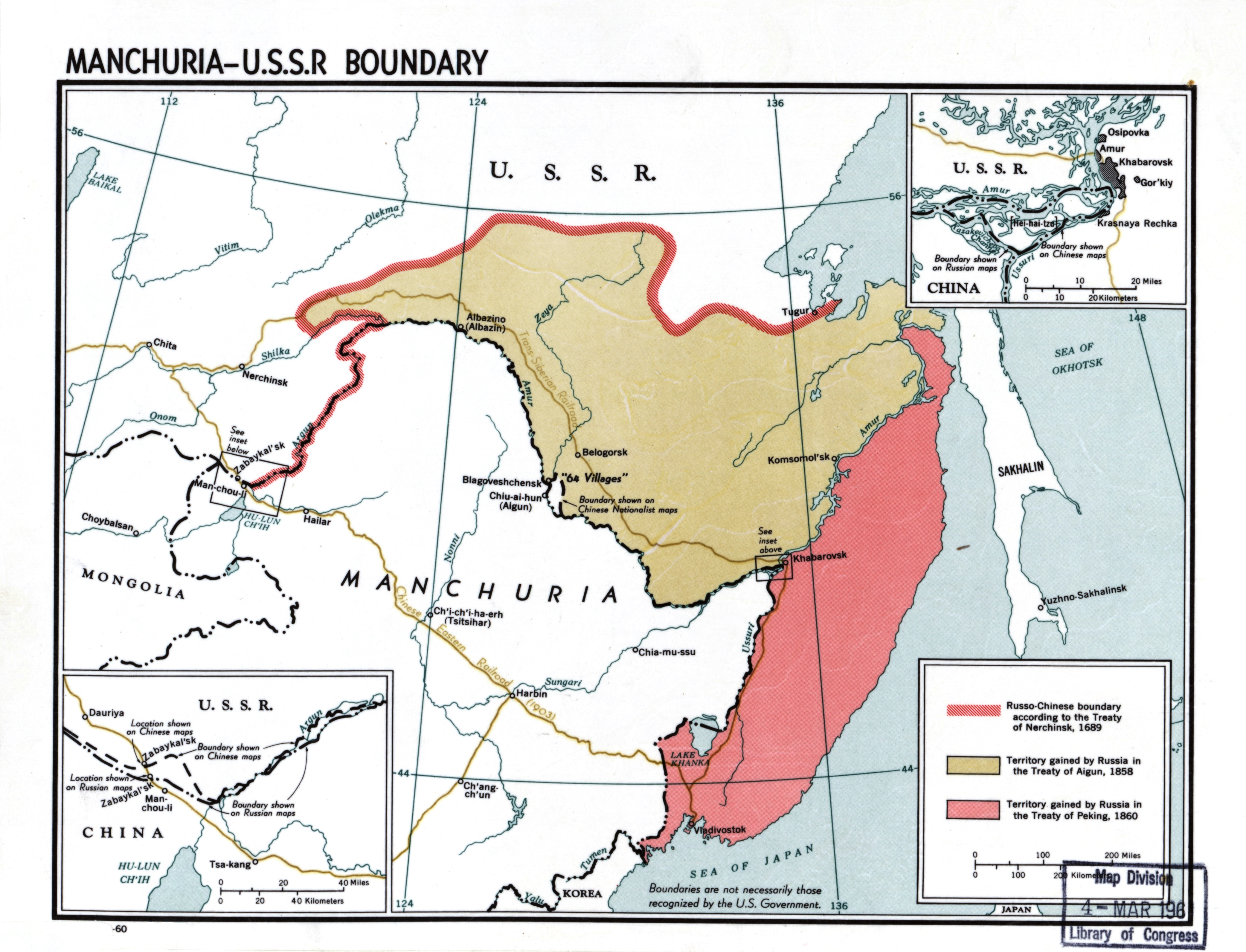

아이훈 조약(愛琿條約)은 1858년 헤이룽장성의 북쪽 아무르강 연안의 아이훈에서 러시아 제국과 청나라가 맺은 불평등 조약이다.

## 배경
러시아는 청나라가 제2차 아편 전쟁(1856년 - 1860년) 중인 것을 기회로 청나라의 전권대사 이산을 협박해서 이 조약을 맺게 하였다.
이 조약은 1689년의 네르친스크 조약을 뒤집은 것으로, 러시아 제국은 이 조약을 구실로 청나라로부터 스타노보이산맥(외싱안링산맥: 外興安嶺)과 아무르강(헤이룽강, 黑龍江) 사이의 넓은 지역을 빼앗음으로써 시베리아에서 사실상 유일하게 농사지을 수 있는 60만km2(한반도 면적의 약 3배)의 땅을 확보하고 태평양으로 향하는 부동항(블라디보스토크)을 확보할 발판을 만들었다.

## 내용
1. 아무르강(흑룡강, 黑龍江)의 좌안은 러시아 령으로 한다. 아무르강 우안 중 우수리강 서쪽은 청나라 영토로 하고, 우수리강 동쪽(연해주)은 두 나라가 공동 관리한다.
2. 헤이룽강 좌안의 만주인 촌락(강동육십사둔)은 청나라가 관할한다.
3. 아무르강·쑹화강·우수리강의 항행은 두 나라의 배로 제한한다.
4. 위 세 강 연안의 주민 간에는 무역을 허용한다.

## 결과
이 조약으로 청나라는 강동육십사둔을 제외한 아무르강 이북 지역을 전부 러시아에 내주었다. 청나라 정부는 이 조약을 승인했다가 얼마 뒤 부인하였으나, 2년 뒤인 1860년에 체결된 베이징 조약에서 아이훈 조약의 내용을 재확인하게 되었을 뿐만 아니라 베이징 조약으로 인해 우수리강 동쪽인 연해주마저 러시아 영토로 내주었으며 동해가 막혔다.

## 같이 보기
- 네르친스크 조약
- 애로호 사건
- 제2차 아편 전쟁
- 톈진조약
- 베이징 조약